# Marie Vassilieff
Marie Vassilieff  (születési neve: Marija Ivanovna Vasziljeva, oroszul: Мария Ивановна Васильева) (Szmolenszk, 1884. február 12. –  Nogent-sur-Marne, 1957. május 14.) orosz–francia kubista festő, szobrász, díszlettervező.

## Pályafutása
Jómódú családban született, szülei kívánságára orvostudományt kezdett tanulni, de valójában a művészet vonzotta. Nagyon szerette az orosz népies témájú nyomatokat, a lubokat, a bizánci művészetet, ikonokat és az olasz reneszánszot.
1903-ban beiratkozott a szentpétervári Képzőművészeti Akadémiára. 1905-ben Alexandra Fjodorovna cárné ösztöndíjával Párizsban kezdhette meg tanulmányait Henri Matisse-nál az École des beaux-arts-ban. Részben Vassilieffnek köszönhető, hogy Matisse ismertté vált Oroszországban. 1907-ben végleg letelepedett a francia fővárosban. Orosz újságoknak írt tudósításokat és folytatta tanulmányait Matisse-nál. 1910-től rendszeresen szerepeltek képeit az Őszi szalonon és a Függetlenek szalonján.
1910-től két évig az Orosz Festészeti és Szobrászati Akadémiát igazgatta Párizsban, de nézeteltérések miatt lemondott, és 1912-ben megnyitotta saját festőiskoláját a Montparnasse-on, a Vassilieff Akadémiát. Fernand Léger tanította a rajzot, és művészettörténeti előadásokat is tartott.
Műtermében gyakori vendég volt Georges Braque, Pablo Picasso, Henri Matisse, Erik Satie, Chaim Soutine,  Amedeo Modigliani. Az első világháború alatt csatlakozott a Francia Vörös Kereszt elsősegélynyújtó szolgálatához, műtermét pedig kantinná alakította át, ahol az emigránsok és az elszegényedett művészek étkezhettek, és esténként összejöttek.
Cezanne hatására kubista stílusban alkotott, de 1920-tól bizonyos fokú primitivizmus, lekerekített formák és finomabb színek jellemezték festményeit. Szülei már nem tudták anyagilag segíteni, ezért a színpadi díszlettervezés és a design felé fordult. Az 1925-ben a Párizsban megrendezett Nemzetközi díszítő- és iparművészeti kiállítás antropomorf berendezését ő tervezte. A következő években babákat, maszkokat, színházi kosztümöket, bútorokat tervezett, valamint két dekoratív táblaképet a La Coupole párizsi brasserie számára. 1998-ban, több mint harminc évvel halála után, nyitották meg a Montparnasse Múzeumot az egykori Vassilieff Akadémia helyén.